# Lövsta
Lövsta oder Roma kyrkby ist ein Teil des Tätorts Roma (Romakloster) auf der schwedischen Ostseeinsel Gotland beziehungsweise der Provinz Gotlands län sowie der historischen Provinz Gotland. Die offizielle Bezeichnung des Statistiska centralbyrån für den Tätort ist Roma.

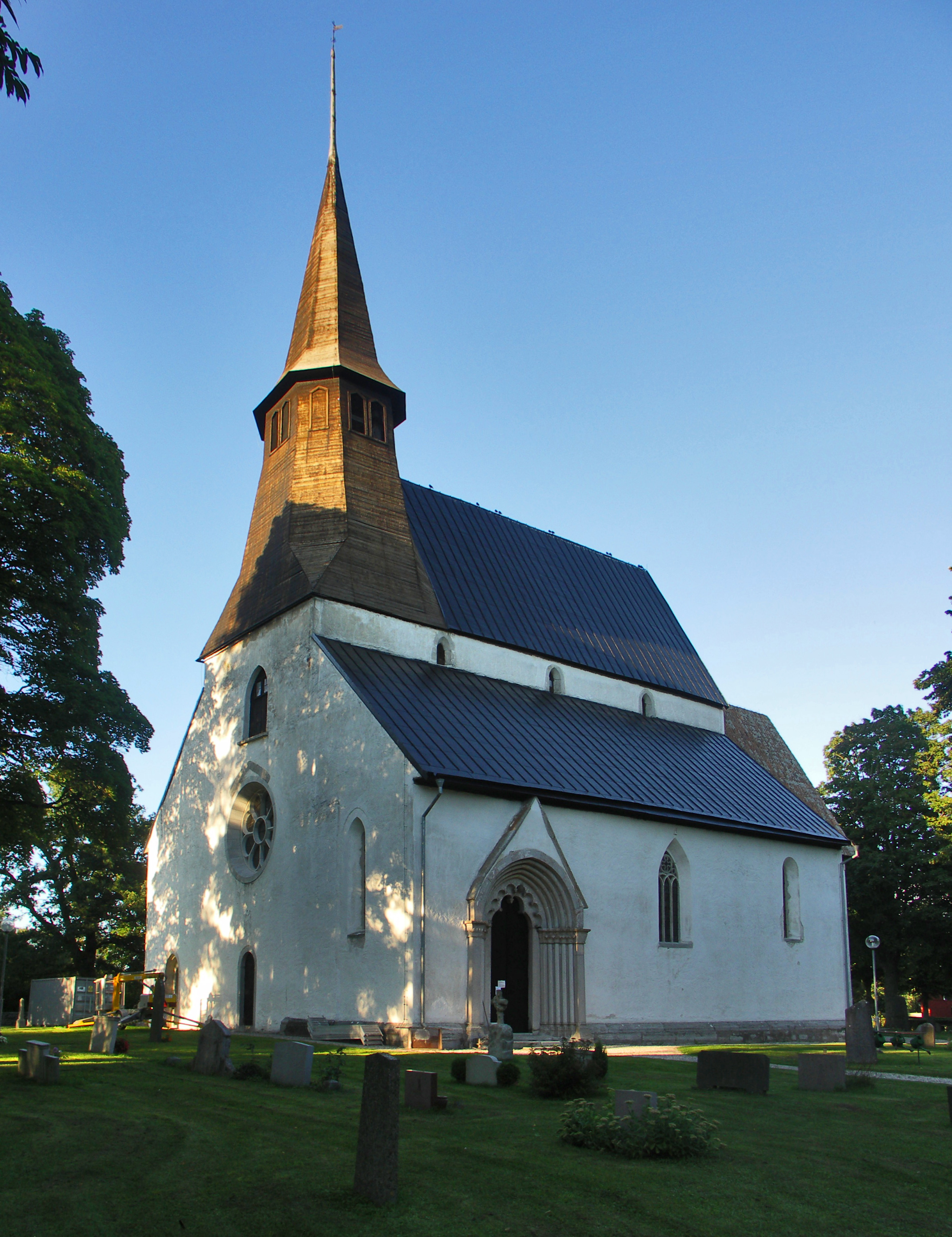
Kirche von Roma in Lövsta

Es liegt etwa 16 km von Visby und 2 km nordwestlich der Ortsmitte von Roma (Romakloster), etwa in der Mitte der Insel, die gleichzeitig die Gemeinde Gotland bildet.
Im Norden des Ortes liegt die nach Umbauten neugotisch geprägte Kirche von Roma. Diese Kirche befindet sich nicht im Ort Roma selbst, aber ihr Einzugsbereich (Kirchspiel, schwedisch Socken) reicht bis dort, was zu Verwechslungen der beiden Orte führen kann.
Eine schnurgerade Lindenallee führt von der Kirche zur etwa 2 km entfernten Klosterruine Kloster Roma.

## Bevölkerungsentwicklung
Die Tabelle zeigt die Bevölkerungsentwicklung von 1960 bis 2010. Für 1980 bis 1990 gibt es keine Angaben, da der Ort mit Roma(kloster) als gemeinsamer Tätort geführt wurde, ebenso ab 2015.
| Jahr | Fläche | Einwohner |
| 1960 | k. A.  | 284       |
| 1965 | k. A.  | 248       |
| 1970 | k. A.  | 272       |
| 1995 | 89     | 277       |
| 2000 | 89     | 282       |
| 2005 | 90     | 253       |
| 2010 | 89     | 261       |